# Hiperrectángulo

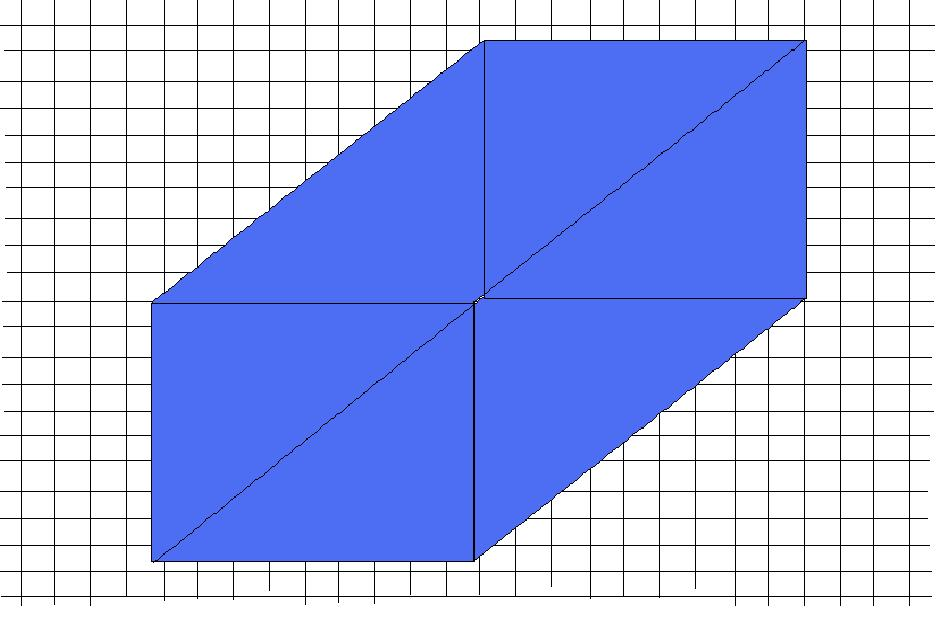
Un cuboide rectangular es un 3-ortótropo, un hiperrectángulo tridimensional.

En geometría, un hiperrectángulo (también llamado caja o cubo) es la generalización de un rectángulo para dimensiones superiores, formalmente definido por el producto cartesiano de intervalos.[cita requerida]

## Tipos
Un ortoedro tridimensional se denomina prisma rectangular recto, cuboide rectangular o paralelepípedo rectangular.
Un caso especial de un n-ortoedro, donde todos los bordes son de igual longitud es el n-cubo pero, su ancho y largo no son similares.